# سكوت فليتشير
سكوت فليتشير (بالإنجليزية: Scott Fletcher) هو لاعب كرة قاعدة أمريكي، ولد في 30 يوليو 1958 في فورت والتون بيتش في الولايات المتحدة.

## وصلات خارجية
- سكوت فليتشير على موقع دوري كرة القاعدة الرئيسي (الإنجليزية)
- سكوت فليتشير على موقعبيزبول رفرنس.كوم (الدوري الرئيسي) (الإنجليزية)
- سكوت فليتشير على موقعبيزبول رفرنس.كوم (الدوري الثانوي) (الإنجليزية)
- سكوت فليتشير على موقع إي إس بي إن.كوم (أم.أل.بي) (الإنجليزية)
- سكوت فليتشير على موقع مشجعي الرسوم البيانية (الإنجليزية)